# Cyphopisthes inexpectatus
Cyphopisthes inexpectatus är en skalbaggsart som beskrevs av Renaud Maurice Adrien Paulian 1981. Cyphopisthes inexpectatus ingår i släktet Cyphopisthes och familjen Hybosoridae. Inga underarter finns listade i Catalogue of Life.